# Иулия Корсиканская
Иу́лия (предп. V век) — мученица Корсиканская. День памяти — 16 июля.
Святая Иулия (фр.:Julie, корс.: Ghjulia), покровительница Корсики, жила на заре христианства. Имеются две версии её жития.

## Версияболландистов
Святая Иулия была родом из знатной семьи, жившей в Карфагене. После взятия города вандалами Гейзериха в 439 году она была схвачена и продана в рабство сирийскому торговцу по имени Евсевий. Юная христианка с усердием стала служить своему хозяину. Однажды, сев на корабль, Евсевий и Иулия отправились в Галлию. Они высадились на Корсике, в районе города Нонца, в тот день, когда там приносили быка в жертву богам. Евсевий присоединился к празднеству, но Иулия, не желая поклоняться идолам, осталась на корабле.
Когда Феликс Саксо (Félix Saxo), тамошний губернатор, узнал про это, он напоил допьяна Евсевия, отказывавшегося привести Иулию на берег. Когда торговец уснул, Феликс повелел привести Иулию и попросил её принести жертву богам. Святая дева была приговорена к смерти за отказ и особенно за свой смелый ответ. Ей разбили в кровь лицо, таскали за волосы, избивали, а затем распяли. По преданию голубица, символ непорочности и святости, выпорхнула из её уст.
Монахи с острова Горгона пришли за телом святой и погребли его в своем монастыре. Впоследствии её мощи были перенесены в Брешиа, чем было положено начало почитания святой Иулии на севере Италии.
Этой версии жития придерживаются на службах в епархии Аяччо.

## Корсиканская версия
Святая Иулия была родом из города Нонца. Она была современницей святой Девоты, то есть жила во времена правления императора Диоклетиана. За отказ принести жертву языческим богам она была подвергнута пыткам. По преданию, палачи отрезали ей груди и бросили их на скалы ниже деревни Нонца, где тотчас в скале открылись два источника. Чудо привело в ярость её палачей, которые привязали святую Иулию к смоковнице, чтобы дать ей умереть от боли. По преданию, из уст её выпорхнула голубица, что согласуется с иной версией жития.
Корсиканскую версию жития иногда считают менее правдоподобной, в то время как версию болландистов поддерживают такие хронисты как Витале, Колонна и Фра Паоло Оливезе.

## Почитание
Местная версия жития находит отражение в иконографии — святую Иулию изображают распятой с отрезанными грудями (см., например, полотно XVI века в церкви святой Иулии, Нонца).
Почитание святой Иулии в селе Нонца началось вскоре после её мученической кончины. Ниже села был построен санктуарий, разрушенный в 734 году. К неиссякающим источникам, известным как La Fontaine des Mamelles, стекаются паломники со всей Корсики. Их воды слывут целебными и помогают матерям, у которых не хватает грудного молока. Многие паломники осуществляют паломничество ко святыне босиком.
День святой Иулии празднуется по всей Корсике каждый год. Святая Иулия, как и святая Девота, почитается покровительницей острова, согласно декрету Священной Конгрегации обрядов от 5 августа 1809 года.
Канадский город Сент-Жюли назван в её честь.
В честь Иулии назван астероид (89) Юлия, открытый в 1866 году.